# Норландська опера
Норландська опера (NOP) — шведська оперна трупа з Умео, міста з Норланду, Швеція. Право власності на NOP ділиться між муніципалітетом Умео (40%) та Радою графства Вестерботен (60%).
NOP була створена в 1974 році як регіональний оперний ансамбль. Першим художнім керівником NOP був Арнольд Остман з 1974 по 1979 рік. NOP тепер має свій власний симфонічний оркестр і засоби для опери, танцю, музики і мистецтва, а також семінарів і студій. Її керівниками були Рой Гудман (1995-2001); Крістіан Ярви (2000-2004); Андреа Куїнн (2005-2009); і Румон Гамба (2009-теперішній час).

## Обладнання
Є чотири зали, з відповідною кількістю місць:
- Teatern (Театр): 470 місць
- Konsertsalen (Концертний зал): 569 місць
- Чорний ящик: до 260 місць
- B-salen (Зал Б): 64 місця (у першу чергу для дитячих шоу)

У будівлі також знаходиться Vita kuben (Білий куб), виставковий простір для сучасного мистецтва. У 1984 NOP взяв простір колишнього пожежного депо в Умео, яке було побудовано в 1937 році. Після капітального ремонту нова майданчик відкритий в 2002 році, з новим побудованим театром і концертним залом в поєднанні зі старим оперним театром. Актова зала була побудований на місці.
Художнім керівником NOP був Магнус Аспегрен. Минулими музичними директорами були Рой Гудман (1995-2001), Крістіан Ярви (2000-2004) і Андреа Куїнн (2005-2009). Нинішній керуючий директор і художній керівник NOP є К'єлль Енглунд, з серпня 2009 року. Станом на сезон 2009-2010, музичним керівником NOP є Румон Гамба, з початковим контрактом на 3 роки.
Відомі останні акти співробітництва:
- Демони опери (2005, з локальних жорстких рок-груп)
- Поргі і Бесс (2006, Кейптаун Опера)
- Блог Opera (2007, спільно з місцевими школярами різних вікових категорій)

NOP також допомагає іншим художнім організаціям, таким, як театральний фестиваль MADE і Фестиваль джазу Умео. У січні 2007 року на фестивалі під час виступу Mando Diao тимчасова підлога зламалася, поранивши понад 25 осіб.
Під час відкриття тижня Європейського міста культури фестивалю в Умео в січні 2014 року, Гамба диригував оркестром Норландської опери в Konsertsalen в повному циклі симфоній Бетховена, де кожній з дев'яти симфоній події передували прем'єрі нового твору сучасника композитора. Концерти віщалися на шведському радіо.

## Історія
Норландское опера була заснована в 1974 році як прямий результат шведської культурної реформи того ж року. Група Sångens makt складала ядро новоствореної оперного ансамблю. Ансамбль спочатку повинен був використовувати тимчасові приміщення, але незабаром знайшов більш постійний будинок в Умео Фолкец Гус (розташований в будівлі на перетині Järnvägsallén/Östra Kyrkogatan). Першим директором Норландскай опери був Арнольд Остман, який також був художнім керівником опери в 1974-1979 роках.
У 1984 Норландська опера переїхала в стару пожежну станцію в Умео, яка була побудована в 1937 році в стилі функціоналізму та дизайну Wejke & Ödeen. Пожежне депо пройшло велику перебудову і розширення, розроблене Оле Кванстремом.
У 2002 році були побудовані театр і концертна зала, який включений зі старим оперним театром. У новій будівлі знаходяться вітальня з 480 місць, велика сцена з бічними етапами і оркестровою ямою і концертний зал на 500 місць.
Щороку в травні, з 2006 року, Норландська опера проводить щорічний фестиваль MADE у своїх приміщень і на відкритому повітрі на Operaplan.
Під час концерту групи Mando Diao 27 січня 2007 року частини підлоги звалилася, і близько 50 осіб пролетіли близько 2,5 метрів в підвал. 29 людей були доставлені в лікарню для лікування тієї чи іншій мірі. У 2009 році колишній директор опери був засуджений в окружному суді (Tingsrätt) за грубу недбалість, але був виправданий наступного року Апеляційним судом (Hovrätt). Технічний директор опери, який також був звинувачений, був виправданий в суді.